# Стефан Филиповић
Стефан Филиповић (Титоград, 18. јануар 1987) јесте певач забавне музике из Црне Горе. Филиповић је представљао Црну Гору на Песми Евровизије 2008. у Београду.

## Биографија
Завршио је Музичку академију на Цетињу.
Он се музиком бави од седме године, а учествовао је на бројним дечјим фестивалима. Након дуже паузе успешно се вратио на фестивалску сцену:
- Европесма-Еуропјесма 2006, За њу, четврто место (треће место на Монтевизији, црногорском полуфиналу)[2]
- Будвански фестивал 2006, Ја бих могао све, четврто место и награда за најбољег дебитанта[1]
- Зрењанински фестивал 2006, Не умијем живјети, треће место и награда „Ново лице фестивала"[1]
- Монтенегросонг 2007, Не могу без тебе, друго место[1][2]
- Будвански фестивал 2007, Небо и море, прво место[1][2]

Радио-телевизија Црне Горе је за избор представника на Песми Евровизије 2008. у Београду одлучила да одступи од дотадашње праксе телевизијских емисија фестивалског типа (Монтевизија/Монтенегросонг), и уместо тога организовала посебну емисију у којој је учествовало шест познатих извођача, који су се представили са по две песме, једном пре телегласања, и другом након тога. Гледаоци су затим гласањем путем СМС порука бирали свог фаворита за представника Црне Горе на Песми Евровизије 2008 и великом већином гласова изабрали Стефана Филиповића. РТЦГ ће сада од неколико ауторских екипа наручити предлоге композиција за евровизијски наступ, од којих ће стручна комисија одабрати песму коју ће Стефан Филиповић певати у Београду. Песма ће бити представљена јавности до 15. марта.